# Associação Universal para o Progresso Negro

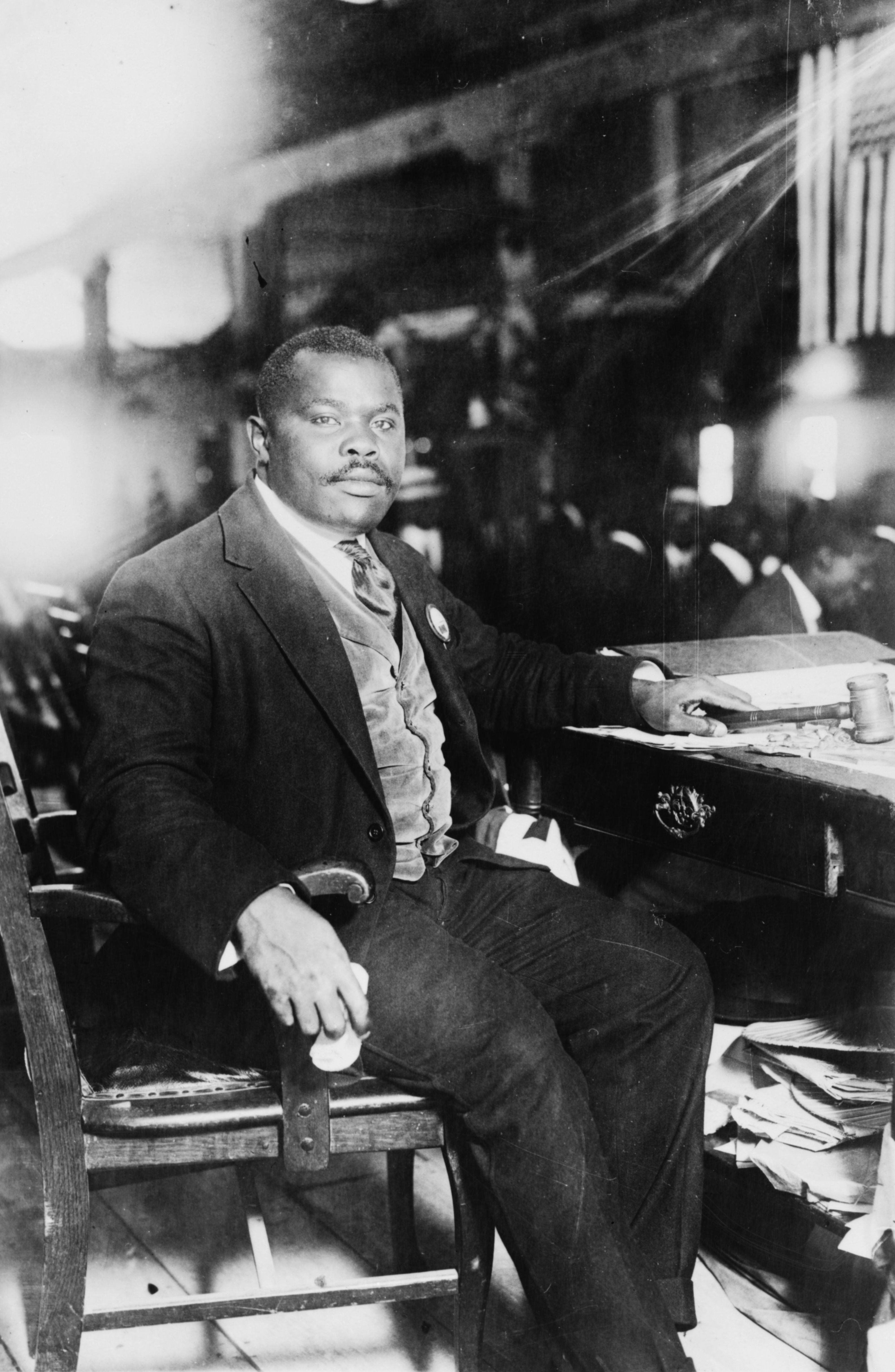
Marcus Garvey

Bandeira da AUPN

A Associação Universal para o Progresso Negro (AUPN), ou Universal Negro Improvement Association and African Communities League (UNIA) no original em inglês, é uma organização internacional de autoajuda fundada por Marcus Garvey. Foi inicialmente registado o nome de "Associação Conservadora Universal e Liga das Comunidades Africanas para o Progresso Negro" (sendo posteriormente removida a palavra "Conservadora"), na Jamaica, a 1 de agosto de 1914. 